# Klerikalismus
Klerikalismus (von Klerus) bezeichnet das Bestreben, der Geistlichkeit einer Religion mehr Einfluss in einem Staat zu verschaffen (im Gegensatz zu Laizismus), oder das Bestreben, der Geistlichkeit innerhalb einer Religion im Vergleich zu den Laien mehr Gewicht zu geben (im Gegensatz zu Antiklerikalismus). In der Philosophie und Politikwissenschaft steht Klerikalismus auch für die Herrschaft des Klerus bzw. der Priester.
Der Begriff Klerikalismus wurde im 19. Jahrhundert in den Auseinandersetzungen zwischen Staat und Kirche geprägt und seitdem besonders von Liberalen, Sozialisten und entschieden die Staatsautorität verfechtenden Kreisen auf diejenigen Kräfte bezogen, die ihrer Auffassung nach Weisungen und Dogmen der (katholischen) Amtskirche im politisch-gesellschaftlichen Raum umzusetzen suchten. In der Zeit der Weimarer Republik geschah dies insbesondere durch Einflussnahme auf die Zentrumspartei. Innerkirchliche klerikale und antiklerikale Strömungen gibt es heute in den meisten großen christlichen Kirchen mit zyklisch wechselndem Übergewicht.
Der Soziologe Franz-Xaver Kaufmann beobachtet eine neue „Stoßrichtung“ bei der Verwendung des Klerikalismus-Begriffs durch Papst Franziskus. Dieser verstehe unter Klerikalismus „eine kritikwürdige, im Klerus verbreitete Haltung oder Einstellung gegenüber den Laien innerhalb der Kirche, nicht im Verhältnis von Kirche und anderen gesellschaftlichen Gestaltungsbereichen.“

## Der protestantische Antiklerikalismus
Der Protestantismus beinhaltete durch seine Lehre von dem „Priestertum aller Gläubigen“, wenn nicht eine Abschaffung des Amtspriestertums, so jedenfalls einen spirituellen Egalitarismus. Die damit verbundene „Lehre vom weltlichen Beruf des Christen“ führte zu einer „theologischen Eigenwürde des ‚Weltlichen‘“ und zu einer Entklerikalisierung der Wirklichkeit.

## Der katholische Antiklerikalismus
Der römisch-katholischen Kirche wird vielfach ein Klerikalismus vorgeworfen. Aktuell sind die Äußerungen von Papst Franziskus:

„Der Klerikalismus, sei er nun von den Priestern selbst oder von den Laien gefördert, erzeugt eine Spaltung im Leib der Kirche, die dazu anstiftet und beiträgt, viele der Übel, die wir heute beklagen, weiterlaufen zu lassen. Zum Missbrauch Nein zu sagen, heißt zu jeder Form von Klerikalismus mit Nachdruck Nein zu sagen.“

„,Bloß kein Klerikalismus‘ und noch etwas: Das ist eine Pest in der Kirche.“

„Ich werde (…) ein entschiedener Kirchengegner, wenn ich einem Klerikalen gegenüberstehe. Der Klerikalismus dürfte mit dem Christentum nichts zu tun haben. Paulus, der erste, der zu den Heiden, zu den Anhängern anderer Religionen gesprochen hat, war der erste, der dies gelehrt hat.“

Papst Franziskus bezieht sich mit seinen Aussagen auf eine bestimmte Art von Hochmut unter Klerikern. Diese Haltung der Kleriker kommt durch den Missbrauch der ihnen von der Kirche verliehenen Vollmacht zu Vorschein. Dabei lassen sich zwei Richtungen unterscheiden: das Beherrschen der Gemeinde aufgrund des Egozentrismus (von Seiten der Kleriker) und die innerkirchliche Überhöhung derselben durch die Laien.

## Filme
- Kler dt. Klerus – Spielfilm, Regie: Wojciech Smarzowski, Polen 2018